# Ribersborgsvägen

Ribersborgsvägen är en gata som sträcker sig från Regementsgatan till Limhamnsvägen i Malmö.
På stadsingenjör Jöns Åbergs karta från 1881 är Ribersborgsvägen, som leder till det gamla lantstället Ribersborg, utlagd, men ej namngiven. På efterträdaren Anders Nilssons karta från 1904 har den däremot erhållit sitt namn. År 1912 startade Malmö stads spårvägar trafik med elektriska spårvagnar i Ribersborgsvägen till Ribersborgs kallbadhus. Denna trafik nedlades efter badsäsongen 1953 och ersattes med busstrafik.